# Kirchenhoheit
Die Kirchenhoheit ist die Summe der Hoheitsrechte über Religions- und Weltanschauungsgemeinschaften (iura circa sacra). Von ihr werden das kirchliche Selbstbestimmungsrecht bzw. die Kirchengewalt, also die interne kirchliche Leitungsgewalt unterschieden (iura in sacra).
In einem souveränen Staat liegt bei diesem die Kirchenhoheit. Die Intensität ihrer Ausübung wird durch das Maß an Religionsfreiheit und religiöser Selbstbestimmung beeinflusst, das der jeweilige Staat gewährleistet.

## Geschichte

### Durchsetzung der staatlichen Kirchenhoheit
Seit dem Investiturstreit stellte sich im Deutschen Reich die Frage nach dem Verhältnis staatlicher und kirchlicher Gewalt. Die Intensität, mit der die staatliche Kirchenhoheit ausgeübt wurde, wechselte in den verschiedenen Zeiten und Regionen stark. Vor allem in katholischen Gebieten, in denen die Landesherren keine innerkirchlichen Rechte ausüben konnten, führte der Absolutismus zu einer starken Ausdehnung der iura circa sacra (vgl. etwa Josephinismus). Evangelische Fürsten waren hingegen auch Bischöfe „ihrer“ Landeskirche und vereinten in sich staatliche wie innerkirchliche Gewalt (Landesherrliches Kirchenregiment). 
Im 19. Jahrhundert kam es zu einer verstärkten staatlichen Einflussnahme mit der Säkularisation, beginnend mit dem Reichsdeputationshauptschluss 1803, die im Kulturkampf unter Bismarck noch zunahm. Soweit die Landesfürsten zugleich Bischöfe ihrer Kirche waren, trennte man diese Funktion zunehmend von ihrer staatlichen Funktion und errichtete nicht selten auch unterschiedliche Behörden zur getrennten Ausübung der geistlichen und weltlichen Rechte (z. B. Konsistorium einerseits und Kultusministerium andererseits).
Die Weimarer Reichsverfassung gewährte den Kirchen dann endgültig das Selbstverwaltungsrecht, die allerdings für korporierte Gemeinschaften unter Berufung auf die Korrelatentheorie beschränkt wurde. Im „totalen Staat“ des Nationalsozialismus wurde die staatliche Kirchenhoheit dann erneut extrem ausgeweitet (Gleichschaltung, Kirchenkampf).

### Die Koordinationslehre als Gegenbewegung
Zurückgehend auf die von Papst Leo XIII. begründete Societas-perfexta-Lehre (Immortale Dei) entwickelte sich in der Rechtswissenschaft die Vorstellung einer Gleichordnung von Staat und Kirche (Koordinationslehre), nach der der Staat über die Kirche keine Hoheitsgewalt haben sollte und ihre Beziehungen auf gleichsam völkerrechtlicher Ebene stattfänden. 
Die Lehre, Kirchen seien „mit eigenen ursprünglichen, hoheitlichen Funktionen“ ausgestattet, war noch in den Jahren nach dem Zweiten Weltkrieg lebendig und führte 1961 zur viel zitierten Aussage des Bundesgerichtshofes, 
Das Grundgesetz geht von der grundsätzlichen Gleichordnung von Staat und Kirche als eigenständigen Gewalten aus. Die Kirchen sind der staatlichen Hoheitsgewalt grundsätzlich nicht mehr unterworfen [und im kirchlichen Eigenbereich] stehen staatliche und kirchliche Hoheitsgewalt gleichgeordnet nebeneinander.
Bedeutung hatte das vor allem für den Rechtsschutz im kirchlichen Bereich. Die in der Literatur stark kritisierte Auffassung gilt zwischenzeitlich als überwunden.

## Geltendes Recht
Nach geltendem deutschem Staatskirchenrecht liegt die Kirchenhoheit beim Staat; Art. 137 Abs. 3 S. 1 WRV gewährleistet die kirchliche Selbstbestimmung nur „innerhalb der Schranken des für alle geltenden Gesetzes“. Angesichts der Trennung von Staat und Kirche handelt es sich dabei aber nicht um eine Rechts- oder Fachaufsicht. Die Religions- und Weltanschauungsgemeinschaften unterstehen vielmehr der Staatsgewalt wie jede andere gesellschaftliche Gruppierung (vgl. etwa Gewerbeaufsicht). Ausnahme ist die Aufsicht über die Ausübung staatlicher Gewalt, etwa bei der Erhebung von Kirchensteuer. 
Für den Rechtsschutz gegen kirchliches Handeln ist in Rechtsprechung und Literatur umstritten, wie die Religionsfreiheit und das kirchliche Selbstbestimmungsrecht vor Eingriffen staatlicher Gerichte zu schützen sind. Während der Bundesgerichtshof in solchen Fällen Klagen für unbegründet hält, geht das Bundesverfassungsgericht für sensible Bereiche schon von Unzulässigkeit aus.

## Einteilung
Traditionell wird die Kirchenhoheit eingeteilt in die nach heutigem Recht teilweise nicht mehr bestehenden staatlichen Rechte:
- jus reformandi: Recht zur Zulassung von Religionsgemeinschaften (heute: Vereinigungsfreiheit; subjektives Recht auf Anerkennung als öffentlich-rechtliche Religionsgesellschaft),
- jus advocatiae: Recht zum Schutz der Kirche,
- jus inspectionis: Aufsichtsrecht über die Kirche.